# Kapcherop
Kapcherop är en ort i distriktet Marakwet i provinsen Rift Valley i Kenya som ligger ungefär 27 km ifrån provinsens huvudort Kapsowar. År 1999 hade staden 39 328 invånare. 
1. ↑  ”Kapcherop, Kenya - Facts and information on Kapcherop - Kenya.Places-in-the-world.com” (på engelska). kenya.places-in-the-world.com. https://kenya.places-in-the-world.com/10345085-place-kapcherop.html. Läst 14 augusti 2023.